# Берестейський повіт (Російська імперія)
Бересте́йський пові́т (біл. Берасьцейскі павет, рос. Брестский уезд) — у 1795—1918 роках повіт Гродненської губернії Російської імперії. Повітовий центр — місто Брест-Литовськ. Поділявся на 23 волості. Займав близько 4900 км² (4289 верст²). Більшість населення становили українці.

## Історія
- 1795 — створений у складі Слонімського намісництва Російської імперії після третього поділу Речі Посполитої.
- 1797 — увійшов до складу Литовської губернії Російської імперії.
- 1802 — увійшов до складу Гродненської губернії Російської імперії.
- 9 лютого 1918 — за Берестейським миром увійшов до Холмського губерніального староства Української Народної Республіки.
- 1919, лютий — частково окупований Польщею, що створила на його теренах власний Берестейський повіт.
- 1921 — перейшов під владу поляків повністю внаслідок польсько-радянської війни.

## Волості
На 1913 рік до повіту входило 23 волості:
| - Великоритська волость - Верховицька волость - Військівська волость - Вовчинська волость - Високо-Литовська волость - Дворцівська волость - Дмитровицька волость - Домачівська волость | - Житинська волость - Кам'янець-Жировицька волость - Кам'янець-Литовська волость - Косицька волость - Лищицька волость - Малоритська волость - Мотикальська волость - Міднянська волость | - Олтуська волость - Половецька волость - Приборівська волость - Радваницька волость - Ратайська волость - Рогацька волость - Турнянська волость |

## Населення
За даними етнографічної експедиції 1869—1870 років під керівництвом Павла Чубинського, населення повіту стоновили українці.
За працею російського військового статистика Олександра Ріттіха «Племенной состав контингентов русской армии и мужского населения Европейской России» 1875 року частка українців серед чоловіків призовного віку повіту становила 85,5 %, євреїв — 12 %, німців — 1 %, поляків — 0,7 %, татар — 0,1 %.
За переписом 1897 року чисельність населення становило 218 432 особи, з них у повітовому місті Бересті — 46 568 осіб. Розподіл населення за рідною мовою згідно з переписом 1897 року:
| Мова       | Осіб    | Відсоток |
| ---------- | ------- | -------- |
| українська | 140561  | 64,4 %   |
| єврейська  | 45397   | 20,8 %   |
| російська  | 17759   | 8,1 %    |
| польська   | 8515    | 3,9 %    |
| білоруська | 3997    | 1,8 %    |
| німецька   | 532     | 0,2 %    |
| татарська  | 480     | 0,2 %    |
| мордовська | 453     | 0,2 %    |
| інші       | 738     | 0,3 %    |
| Разом      | 218 432 | 100 %    |